# Chailley
Chailley település Franciaországban, Yonne megyében. Lakosainak száma 525 fő (2022. január 1.). Chailley Bœurs-en-Othe, Turny és Venizy községekkel határos.

## Népesség
A település népességének változása:
| Lakosok száma | 550  | 545  | 556  | 540  | 537  | 531  | 519  | 516  | 525  |
|               | 2013 | 2015 | 2016 | 2017 | 2018 | 2019 | 2020 | 2021 | 2022 |